# 가지무라 히데키
가지무라 히데키(일본어: 梶村 秀樹, 1935년 7월 4일~1989년 5월 29일)는 일본의 역사가이다.조선사연구회의 회원으로 활동하며 조선사(한국사)에 대해 연구했다.

## 저서
- 『동학사 : 조선민중운동의 기록』(역서, 오지영 저) 평범사〈평범사 동양문고〉, 1970년.
- 『백범일지: 금구자서전』(역서, 김구 저) 평범사 <평범사 동양문고>, 1973년.
- 『조선에서의 자본주의의 형성과 전개』 용계서사, 1977년.
- 『조선사：그 전개』 고단샤〈고단샤 현대신서〉, 1977년.
- 『조선사의 틀과 사상』연문 출판, 1982년.
- 「가지무라 히데키 저작집」(전 6권+별권) 아카시 서점, 1990년 - 1993년.
- 『배외주의 극복을 위한 조선사』 평범사〈평범사 라이브러리〉, 2014년. ISBN 978-4-582-76823-7